# Kloster Bohéries
Das Kloster Bohéries (Boheriae) ist eine ehemalige Zisterzienserabtei in der Gemeinde Vadencourt im Département Aisne, Region Picardie, in Frankreich, vier Kilometer westlich von Guise, im Tal der Oise.

## Geschichte
Das Kloster wurde im Jahr 1141 als Tochterkloster der Abtei Foigny, der dritten Tochter der Primarabtei Clairvaux gegründet. In ihm lebte Anfang des 13. Jahrhunderts der Mönch Arnulf von Bohéries, der den „speculum Monachorum“ verfasst hat. Das Kloster wurde mehrmals zerstört und wieder aufgebaut. Zur Zeit der Französischen Revolution zählte es nur noch sieben Mönche.

## Bauten und Anlage
Das als Monument historique klassifizierte Klostergehöft stammt aus der Mitte des 18. Jahrhunderts. Erhalten sind ein monumentales achteckiges Taubenhaus, zwei symmetrische Flügel, ein Keller, Communs und Ställe aus dem 17. und 18. Jahrhundert sowie ein Teil der Umfassungsmauer. Auch das Bewässerungssystem des Klosters ist weitgehend erhalten. Die Steine des Klosters wurden zum Bau des nahegelegenen Dorfs verwendet. Die Orgel ist in die Pfarrkirche von Hirson verbracht worden.